# Amphiura sculpta
Amphiura sculpta är en ormstjärneart som beskrevs av Clark, A.M. 1955. Amphiura sculpta ingår i släktet Amphiura och familjen trådormstjärnor. Inga underarter finns listade i Catalogue of Life.